# 山本量一
山本 量一（やまもと りょういち、1965年 - ）は、日本の化学工学者。京都大学大学院工学研究科化学工学専攻教授。

## 人物・経歴
石川県金沢市生まれ。1984年石川県立金沢泉丘高等学校卒業。1988年神戸大学工学部化学工学科卒業。神戸大学体育会サッカー部出身。同年本田技研工業和光研究所所員。1989年退社。
1992年神戸大学大学院工学研究科修士課程化学工学専攻修了。1994年京都大学大学院工学研究科博士後期課程分子工学専攻中退、神戸大学大学院自然科学研究科物質科学専攻助手。
1996年京都大学より博士（工学）の学位を取得。1996年京都大学大学院理学研究科物理学・宇宙物理学専攻助手。
2000年京都大学大学院理学研究科物理学・宇宙物理学専攻講師。2002年科学技術振興機構さきがけ研究代表者。
2004年京都大学大学院工学研究科化学工学専攻助教授、東京大学物性研究所客員所員。
2006年科学技術振興機構CREST研究代表者。
2008年京都大学大学院工学研究科化学工学専攻教授。2015年京都大学大学院工学研究科化学工学専攻長。
2017年東京大学生産技術研究所客員教授。

## 受賞・栄誉
- 2002年 日米先端科学シンポジウムスピーカー[1]
- 2002年 分子シミュレーション研究会学術賞[3]
- 2006年 ホソカワ粉体工学振興財団研究奨励賞[3]